# Чезана Бријанца
Чезана Бријанца (итал. Cesana Brianza) је насеље у Италији у округу Леко, региону Ломбардија.
Према процени из 2011. у насељу је живело 2221 становника. Насеље се налази на надморској висини од 283 м.

## Становништво
Према резултатима пописа становништва 2011. у општини је живело 2.348 становника.
| 1936. | 1951. | 1961. | 1971. | 1981. | 1991. | 2001. | 2011. |
| ----- | ----- | ----- | ----- | ----- | ----- | ----- | ----- |
| 991   | 1.134 | 1.274 | 1.589 | 1.965 | 2.205 | 2.265 | 2.348 |